# L'Avant-dernier
Pour plus de détails, voir Fiche technique et Distribution.
L'Avant-dernier est un court métrage français réalisé par Luc Besson et sorti en 1981.

## Synopsis
Après une catastrophe mondiale, les survivants luttent pour la survie.

## Fiche technique
- Titre : L'Avant dernier
- Réalisation : Luc Besson
- Scénario : Luc Besson et Pierre Jolivet
- Musique : Éric Serra
- Photographie : Carlo Varini
- Montage : Sophie Schmit
- Costumes : Magali Bassene et Nicole Fresque
- Son : Dominique Hennequin et André Naudin
- Production : Luc Besson
- Pays de production :  France
- Langue originale : aucune (sonore sans dialogue)
- Genre : court métrage
- Format : noir et blanc
- Date de sortie : 1981

## Distribution
- Jean Reno : La Brute
- Pierre Jolivet : L'Homme
- Fabrice Roche
- Luc Besson : Le monstre de la fin (non crédité)

## Autour du film
L'intrigue de ce court-métrage sera développée dans Le Dernier Combat.